# Leptosphaeria bellynckii
Leptosphaeria bellynckii är en svampart som först beskrevs av Westend., och fick sitt nu gällande namn av G. Winter 1870. Enligt Catalogue of Life ingår Leptosphaeria bellynckii i släktet Leptosphaeria,  och familjen Leptosphaeriaceae, men enligt Dyntaxa är tillhörigheten istället släktet Leptosphaeria,  och familjen Phaeosphaeriaceae. Arten är reproducerande i Sverige. Inga underarter finns listade i Catalogue of Life.